# Kloka gubben
Kloka gubben är en svensk film från 1938, regisserad av Sigurd Wallén.

## Handlingen i filmen
Kvacksalvaren Rasmus gör en förfärlig felbedömning och en liten flicka dör p.g.a. blindtarmsinflamation.

## Om filmen
Kloka gubben hade Sverigepremiär i Stockholm 31 oktober 1938 på biografen Riviera. Filmen har även visats i SVT.

## Rollista i urval
- Sigurd Wallén - Rasmus Thomsen
- Oscar Törnblom - Erik Thomsen, hans son
- Linnéa Hillberg - Elvira, Rasmus husa
- Gösta Cederlund - doktor Henrik Bergman
- Birgit Rosengren - Birgit Bergman, hans dotter
- Axel Högel - Nils, gårdskarlen
- Ludde Juberg - Emil Johansson, skomakare
- Olga Hellquist - Karolina Johansson, hans hustru
- George Thunstedt - sotaren
- Robert Johnson - Blomkvist
- Harald Svensson - hemmansägare Andersson
- John Degerberg - mjölnaren
- Torsten Hillberg - stinsen
- Gudrun Lendrup - fru Andersson
- Birgit Gärdin - Gun Andersson, hennes dotter
- Astrid Svedman - Greta, studentska
- Sif Ruud - studentska
- Sigge Larsson - Sigge, student
- Willie Sjöberg - Nordwall
- Rudolf Wendbladh - häradshövdingen